# À soi-même

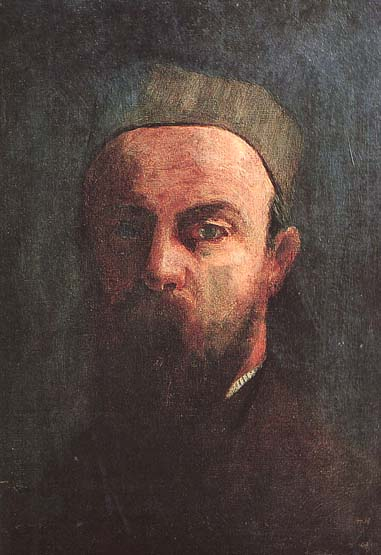
Autoportrait (1880), Musée d'Orsay

À soi-même est un recueil autobiographique de pensées du peintre Odilon Redon publié en 1922 à Paris par Henri Floury. Il s'agit d'un journal tenu peu régulièrement entre 1867 et 1915 et de plusieurs notices critiques sur les artistes qu'il admirait.

## Contenu de l'ouvrage
« Le journal » proprement dit est introduit par une préface de l'auteur et s'achève sur une notice critique par l'artiste de sa propre œuvre (1913). Ce sont les textes les plus précis sur sa genèse d'artiste. Il y évoque les influences de son enfance à la campagne et son attirance pour le peuple, décrit la lente maturation de sa technique, confortée par ses amitiés, le botaniste Armand Clavaud ou le graveur Rodolphe Bresdin, et ses modèles Rembrandt, Dürer et Eugène Delacroix, et retardée par les techniques réalistes des académies de dessin.
L'artiste est un être solitaire, dont les choix heurtent nécessairement le public habitué. Comme son ami Mallarmé — dont la fille Geneviève était la marraine d'Ari, le fils de Redon —, il s'oppose aux académies et aux lycées qui étouffent le génie. L'œuvre n'est pas une reproduction ; elle doit produire une sensation qui dépendra seulement de la vision de son auteur. La métaphore de l'organisme et de la vie est redondante: l'œuvre d'une vie est semblable à un organisme qui se développe et les œuvres, même celles du monde de l'imaginaire, obéissent aux règles biologiques d'une "vie universelle".
S'y ajoutent plusieurs notes sur les aspects techniques de son œuvre, avec une préférence pour la lithographie et les travaux d'encrage.
Le reste du journal est un recueil de pensées éparses sur la vie, typiques de son époque plus que de son individualité : vérité de la jeunesse, nécessité de l'union patriotique (après 1870 et 1914), beauté de l'effusion sentimentale et de la femme, plaisir de la vie rustique de Peyrelebade.

### Les notices sur les artistes
Ce chapitre dresse une constellation d'artistes du XIXe siècle : Ingres détesté pour être un dessinateur académique froid à la manière de Nicolas Poussin et Gérard David et non un génie, Eugène Delacroix aimé pour sa couleur, son geste, et la passion qui anime toutes ses toiles, Gustave Courbet, les impressionnistes dont n'émergent que les noms d'Edgar Degas et de Berthe Morisot, les post-impressionnistes chéris que le public ignore, tel son maître Rodolphe Bresdin, ou conteste comme Puvis de Chavannes et son art "presbyte", etc.

## Éditions
- À soi-même, Paris, éditions Henri Floury, 1922 (sur wikisource).
- À soi-même, Paris, éditions José Corti, 1961.